# Lug Gradinski
Lug Gradinski falu Horvátországban Verőce-Drávamente megyében. Közigazgatásilag Gradinához tartozik.

## Fekvése
Verőce központjától légvonalban 11, közúton 18 km-re északkeletre,  községközpontjától 3 km-re északra, Nyugat-Szlavóniában, a Drávamenti-síkságon fekszik.

## Története
A 19. század második felében keletkezett Gradina északi, Lug nevű határrészén. A „lug” főnév a horvátban ligetet, fás, mocsaras területet jelent. A falu közvetlen előzménye egy Lug (Luki-puszta) nevű mezőgazdasági major volt, mely a mai belterülettől északra, a patak mellett feküdt, de mára nyoma sem maradt.
A településnek 1880-ban 8, 1910-ben 125 lakosa volt. 1910-ben a népszámlálás adatai szerint lakosságának 82%-a magyar, 18%-a horvát anyanyelvű volt. Az I. világháború után 1918-ban az új szerb-horvát-szlovén állam, majd később (1929-ben) Jugoszlávia része lett. A magyar lakosság helyére horvátok települtek be. 1991-ben 139 főnyi lakosságának 97%-a horvát nemzetiségű volt. 2011-ben falunak 72 lakosa volt.

## Lakossága
| Lakosság változása | Lakosság változása | Lakosság változása | Lakosság változása | Lakosság változása | Lakosság változása | Lakosság változása | Lakosság változása | Lakosság változása | Lakosság változása | Lakosság változása | Lakosság változása | Lakosság változása | Lakosság változása | Lakosság változása | Lakosság változása |
| ------------------ | ------------------ | ------------------ | ------------------ | ------------------ | ------------------ | ------------------ | ------------------ | ------------------ | ------------------ | ------------------ | ------------------ | ------------------ | ------------------ | ------------------ | ------------------ |
| 1857               | 1869               | 1880               | 1890               | 1900               | 1910               | 1921               | 1931               | 1948               | 1953               | 1961               | 1971               | 1981               | 1991               | 2001               | 2011               |
| 0                  | 0                  | 8                  | 74                 | 68                 | 125                | 113                | 202                | 488                | 514                | 468                | 346                | 208                | 139                | 111                | 72                 |

(1910-ig településrészként.)